# يومي آبي
يومي آبي (大部 由美) (15 فبراير 1975 في ساكايميناتو في اليابان – )؛ هي لاعبة كرة قدم كانت تلعب كمدافع. ولعبت مع منتخب اليابان لكرة القدم للسيدات.

## وصلات خارجية
- يومي آبي على موقع الاتحاد الدولي (مؤرشف)  (الإنجليزية)
- يومي آبي على موقع Soccerway.com (الإنجليزية)
- يومي آبي على موقع عالم كرة القدم.نت (الإنجليزية)
- يومي آبي على موقع اللجنة الأولمبية الدولية (الإنجليزية)
- يومي آبي على موقع أوليمبيديا (الإنجليزية)